# 埃丝特·罗尔
埃丝特·罗尔（英語：Esther Rolle，1920年11月8日—1998年11月17日），美国女演员。曾获得黄金时段艾美奖迷你影集／电视电影最佳女配角。